# Rober Kampen
Rober Kampen (hol. Robert Campin; Majstor iz Flemala) (oko 1378 — 1444) bio je holandski slikar.

## Biografija
Kampen je rođen oko 1378. godine u Turneu, gde se kvalifikovao kao majstor 1406. godine. Zajedno sa braćom Van Ajk, on se smatra jednim od osnivača holandskog slikarstva rane renesanse.
Živahni, i zbog svojih vanbračnih ljubavnih afera često osuđivani, Majstor iz Flemala je na svojim slikama, pretežno religiozne tematike, hrabro napustio zlatnu pozadinu i svoje ekspresivno prikazane ličnosti iz hrišćanske istorije smelo postavio u gotovo naturalistički predstavljene građanske enterijere. Portret, žanr koji srednji vek nije poznavao zbog uzdizanja ličnosti pojedinca, bio je takođe deo njegovog slikarskog opusa. Psihološku individualizaciju i plastičnu obradu kvari, međutim, suviše mali prostor između glave portretisanog i margine.
Dok se u njegovim prvim radovima može osetiti uticaj braće Limburg i Burgundijske umetnosti („Udaja Device“ i „Blagovesti“), ubrzo je prešao na trodimenzionalne figure prikazivanjem i ispitivanjem dubine („Rođenje Hristovo“). Ovo je doživelo vrhunac u Kampenovim kasnijim delima, u kojima je slikar postao opsednut perspektivom („Oltar Merode“).
Verovatno je bio učitelj Van Der Vejdena (1427 — 1432), koji je jedno vreme bio zvanični slikar Brisela.
Imao je veliki uticaj na našeg slikara Mihaila Đokovica Tikala, čiji je susret sa Kampenovom slikom „Rođenje Hristovo“ bio sudbonosan. Duboko ga je potresao njegov smisao za prevođenje religioznog sadržaja u građanski intimitet, kao i vešto izvedena igra svetlosti i naturalistički crtež.
Ne slažu se svi istoričari umetnosti da su Kampen i Majstor iz Flemala (ime dato autoru oltarske ikone iz manastira Flemal) ista osoba.

## Spoljašnje veze
- Galerija slika koje se pripisuju Kampenu